# Estafa de amor (telenovela de 1968)
Estafa de amor fue una telenovela mexicana transmitida en 1968 producida y dirigida por Ernesto Alonso para Telesistema Mexicano (hoy Televisa) y escrita por Caridad Bravo Adams. Fue protagonizada por Maricruz Olivier, Enrique Lizalde y Lorena Velázquez como la gran villana.

## Sinopsis
Tras la muerte de su abuelo, Mariana se muda a la casa de Álvaro, padre de Mayté y tío de Daniel y Gustavo. Con el paso del tiempo, Mayté se convierte en una mujer fría y despiadada, dispuesta a hacer cualquier cosa para alcanzar sus objetivos. Su desmedida ambición la llevará a cometer un asesinato, sellando así su destino con un trágico final.

## Reparto
- Maricruz Olivier - Mariana de la Rosa
- Enrique Lizalde - Gustavo Torrealba
- Lorena Velázquez - Mayté Torrealba
- Enrique Álvarez Félix - Daniel Torrealba
- Miguel Manzano - César Estrada
- Carlos Riquelme
- Pilar Pellicer - Marisela
- Alicia Montoya
- Jorge Mondragón
- Julián Bravo
- Prudencia Grifell - Doña Rosa
- Mari Carmen González
- Reyes Bravo Mora

## Producción
- Historia original: Caridad Bravo Adams.
- Adaptación: Caridad Bravo Adams.
- Dirección: Ernesto Alonso.
- Producción: Ernesto Alonso.

## Versiones
- Telesistema Mexicano realizó en 1961, la primera versión conocida con el título de Estafa de amor, dirigida y producida por Ernesto Alonso y como protagonistas estelarizaron Amparo Rivelles y Raúl Ramírez.
- En 1971, la programadora colombiana Producciones PUNCH produjo para el -entonces recién inaugurado- canal Tele 9 Corazón (actualmente Canal Institucional) su propia versión de Estafa de amor, la cual contó con la adaptación de Bernardo Romero Pereiro y fue dirigida por Bernardo Romero Lozano y protagonizada por Judy Henríquez, Alí Humar y Eduardo Vidal.
- Ernesto Alonso produjo la historia para Televisa por tercera vez bajó el título de El engaño en 1986. Esa versión fue protagonizada por Erika Buenfil y Frank Moro.
- En el año 1999, Televisa realizó una nueva versión de esta telenovela titulada Laberintos de pasión y protagonizada por Leticia Calderón y Francisco Gattorno. La historia fue modificada y producida por cuarta y última vez por Ernesto Alonso.
- En 2016, MaPat López de Zatarain produjo una adaptación bajo el nombre de Corazón que miente, telenovela protagonizada por Thelma Madrigal y Pablo Lyle.